# Val d'Europe (centre commercial)
Val d'Europe est un centre commercial situé dans l'Est de l'Île-de-France, dans la commune de Serris en Seine-et-Marne.
Ouvert le 25 octobre 2000, il se compose de 190 boutiques et 31 restaurants, répartis sur 100 000 m2 de surface commerciale. 
Le centre commercial est la pièce maîtresse et la première construction du quartier du centre urbain du Val d'Europe, quatrième secteur de la ville nouvelle de Marne-la-Vallée, à proximité du complexe de loisirs Disneyland Paris et des Villages Nature Paris.

## Histoire
Le centre commercial est inscrit dans la convention signée en 1987 entre la Walt Disney Company et les pouvoirs publics. Il s'inscrit dans le développement planifié du Val d'Europe et se trouve au cœur du centre urbain créé de toutes pièces à partir des années 2000 et dont il est la première construction.

Ancien logotype de Val d'Europe.

Le projet a été lancé en 1996 avec la signature d'un accord entre Euro Disney et la Ségécé (groupe Klépierre). Les travaux débutent en juillet 1998 et se terminent en octobre 2000, avec l'ouverture du centre et la mise en service de « La Méridienne » entre l'avenue Paul-Séramy et l'avenue Hergé, permettant la jonction du boulevard de l'Europe et du boulevard du Grand-Fossé et ainsi de boucler le boulevard circulaire, jusqu'alors construit aux trois-quarts.
Le 27 juillet 2010, Euro Disney cède le terrain du centre commercial Val d'Europe au groupe Klépierre pour 47 millions d'euros.
Au printemps 2017, le centre commercial Val d'Europe, avec une extension de 17 000 m2 supplémentaires, accueille 30 nouvelles enseignes dont une enseigne Primark de 7 400 m2. Son parking se verra également agrandi de 1 000 places supplémentaires avec une ouverture prévue fin 2017. Par ailleurs, les allées du centre commercial se modernisent pour être en harmonies avec l'ouverture prochaine de l'extension.

## Architecture

### Conception
L'architecture du centre a été pensée et réalisée par une équipe internationale. Les cabinets Graham Gund (États-Unis), Chapman Taylor (Royaume-Uni) et Lobjoy & Associés (France) ont travaillé ensemble sur le projet et se sont inspirés de l'architecture parisienne du XIXe siècle. Le style qui en ressort s'inspire librement de trois figures de l'époque : Gustave Eiffel, Victor Baltard, et le Baron Haussmann.
Le centre commercial était divisé en quatre espaces thématiques :
- Les Halles, qui s'inspiraient des constructions de verres et de métal de Baltard et prenaient l'aspect d'un marché couvert, sur deux places avec des grandes verrières.
- Les Passages Parisiens rappelaient les galeries marchandes du XIXe siècle.
- La Promenade était inspirée de la gare du musée d'Orsay et des boulevards parisiens. Des voutes en coffres descendaient en cascade vers l'intérieur et étaient visibles depuis la grande façade vitrée.
- Les Terrasses, qui offraient un cadre luxuriant dans un environnement de verre et de fonte. Les Terrasses accueillent l'aire de restauration, la première de France construite comme une aire de restauration à l'américaine.

### Rénovation de 2017
En 2017, le centre a été rénové et agrandi dans un style plus contemporain. Les couleurs et matériaux utilisés sont inspirés par l'univers de la mode, tandis que les lignes fluides de tons de beige, gris clair et bronze reflètent le chic parisien. 
L'agrandissement de 17 000 m2 s'inspire de l'architecture du Grand Palais. Il permet l'ajout de trente nouvelles enseignes, ainsi qu'un nouveau kiosque regroupant huit nouveaux points de restauration. On y trouve également le plus grand lustre OLED d'Europe. Mesurant 65 mètres de long et comptant 6 000 leds, il permet d'animer l'éclairage de ce nouvel espace appelé Place des Étoiles.

## Situation
Le centre commercial Val d'Europe se situe sur la commune de Serris, à environ 1 km au nord du village historique, à l'intérieur du boulevard circulaire (route départementale 344). Il est bordé par la partie serrissienne du boulevard circulaire, dite « La Méridienne », au sud et par le quartier du centre urbain du Val d'Europe à l'ouest, au nord et à l'est.
Le centre commercial a la particularité d'être construit en partie en surplomb de la LGV Interconnexion Est, plus particulièrement la partie des Passages Parisiens et l'extension réalisée en 2017.

## Accès

### Accès routiers
L'accès au centre commercial peut s'effectuer directement depuis la sortie no 12.1 de l'autoroute A4.

### Transports en commun
Le centre commercial est desservi par :
- une gare du RER située à proximité immédiate, sur la place d'Ariane (à l’extrémité ouest du centre commercial) : Serris-Montévrain — Val d'Europe
- de nombreuses lignes de bus regroupées dans la gare routière jouxtant la gare RER[11], des réseaux Marne-la-Vallée, Meaux et Ourcq, Seine-et-Marne Express, Brie et 2 Morin et la nuit par le Noctilien.

## Zone touristique internationale
Une zone touristique internationale (ZTI), dans laquelle les commerces de détail peuvent déroger au repos dominical des salariés, a été délimitée sur une partie du territoire de la commune de Serris, par un arrêté du 5 février 2016. Cette zone inclut le centre commercial et certaines voies routières environnantes. L'ouverture dominicale du centre commercial est effective dès le 12 juin de la même année.

## Enseignes

### Grande surface
À l'extrémité ouest de la galerie, nommée Les Halles, se trouve l'enseigne principale, un hypermarché Auchan de 16 000 m2 sur deux niveaux, dont un niveau consacré à l'alimentation sur 7 000 m2.

### Galerie
Outre Les Halles, la galerie principale couverte de style Baltard est composée de deux autres zones appelées Les Passages Parisiens et La Promenade. L'ensemble regroupe quelque 190 boutiques. Cette galerie est également accessible à pied depuis la place d'Ariane.
À l'extrémité est de cette galerie est proposé un pôle de restauration de 4 980 m2 nommé Les Terrasses, abritant plusieurs restaurants. Les Terrasses sont également accessibles à pied depuis la place de Toscane. Un deuxième pôle de restauration a ouvert en 2017, avec la Place des Étoiles. 
Au cœur des Terrasses se trouve l'entrée d'un aquarium située en sous-sol, le Sea Life Paris Val d'Europe. Ce parc est consacré à la défense de la faune et de la flore sous-marines. Il fait l'objet d'une modernisation qui sera effective en milieu d'année 2017 (meilleure attractivité touristique pour un nouveau public).

### Services
Val d'Europe propose des services comme le rechargement de téléphone et le Wi-Fi. Des services spéciaux sont proposés aux familles — garderie, prêt de poussettes, etc.). Un assistant d'achat (personal shopper) et des ateliers de cuisines sont également disponibles sur demande.

### La Vallée Village
Dans la continuité de la galerie, de l'autre côté du pôle de restauration, se trouve un espace commercial indépendant, extérieur et non couvert, nommé La Vallée Village. Créé et exploité par l'entreprise britannique Value Retail, La Vallée Village accueille, dans une architecture briarde idéalisée, 120 enseignes de grandes marques à prix dégriffés, quelques rares lieux de restauration rapide ainsi qu'une boutique haut de gamme vendant des macarons.

## Récompenses
En 2002, Le centre commercial reçoit le prix du meilleur « nouveau grand centre commercial » de l'International Council of Shopping Center (ICSC) Europe.
En 2003, le prix « Innovative Design and Construction » lui est octroyé par l'ICSC International.
En 2012, le pôle Val d'Europe - La Vallée Village remporte le prix Procos de la « meilleure opération commerciale des 20 dernières années ».